# Newcastle-under-Lyme (district)
Newcastle-under-Lyme is een Engels district in het shire-graafschap (non-metropolitan county OF county) Staffordshire en telt 129.000 inwoners. De oppervlakte bedraagt 211 km². Hoofdplaats is Newcastle-under-Lyme.
Van de bevolking is 16,9% ouder dan 65 jaar. De werkloosheid bedraagt 2,8% van de beroepsbevolking (cijfers volkstelling 2001).

## Plaatsen in district Newcastle-under-Lyme
- Harriseahead
- Mucklestone
- Newcastle-under-Lyme

## Civil parishesin district Newcastle-under-Lyme
Audley Rural, Balterley, Betley, Chapel and Hill Chorlton, Keele, Kidsgrove, Loggerheads, Madeley, Maer, Silverdale, Whitmore.